# 嶺重慎
嶺重 慎（みねしげ しん、1957年12月10日 - ）は、日本の天文学者。京都大学理学研究科物理学・宇宙物理学専攻宇宙物理学講座教授を経て、同大学名誉教授。専門はブラックホールの研究。ユニバーサルデザイン天文教育・インクルーシブ天文の促進にも尽力する。

## 経歴
1957年12月10日北海道札幌市に生まれる。1958年4月：兵庫県宍粟郡山崎町（現・宍粟市）に転居。1964年4月山崎町立山崎小学校（現・宍粟市立山崎小学校）に入学。1969年4月神戸市灘区に転居したのに伴い神戸市立福住小学校に転校。1970年4月灘区の神戸市立上野中学校に入学。1973年4月兵庫県立神戸高等学校に入学。1976年4月神戸市の大道予備校にて浪人。1977年4月東京大学理科一類入学。1981年東大理学部天文学科卒業、東大大学院理学系研究科修士課程天文学専攻に入学。1983年東京大学大学院理学系研究科博士課程天文学専攻に進学。1986年3月東京大学に博士論文を提出して審査を通り理学博士号を授与される。論文の題は「Disk-Instability Model for Outbursts of Dwarf Novae（わい新星アウトバーストの円盤不安定性モデル）」。
1990年9月茨城大学理学部助手。1992年京都大学理学部助手。助教授を経て、2001年4月京都大学基礎物理学研究所教授。2008年4月より京都大学理学部教授。
2019年より京都大学学際融合教育研究推進センター宇宙総合学研究ユニット長、2022年より物理学先端教育研究センターCREPE（京都大学理学研究科物理学・宇宙物理学専攻）副センター長を務める。
2023年3月をもって京都大学を退職。

## 人物
- ブラックホール天文学・降着円盤研究の第一人者[2][3][14][15]であるとともに天文の教育と普及にも積極的に取り組んでおり、2014年まで天文教育普及研究会の会長を務めた[16]。会長退任後も年会担当幹事を務め[17]、同会の法人化後は日本天文教育普及研究会のコンプライアンス担当理事[18]や若手奨励賞選考委員長[19]を務める。とりわけユニバーサルデザイン天文教育[20]・インクルーシブ天文[21]の推進に情熱を傾けている。
- 2006年、「あらゆる人々と『宇宙や星について、共に感じ共に学ぶ喜びを共有する方策を考える』」ことを目的に、天文教育普及研究会にユニバーサルデザインワーキンググループを設立した[22][23][24][25]。2010年には国立天文台三鷹キャンパスにてユニバーサルデザイン天文教育研究会を開催[26]、2013年[27]と2016年[28]にも実施している。
- 視覚障がい者と連携し、有志とともに点図を活用した天文教材や書籍[29][30]、天文手話[31]を世に送り出してきた[11][16][20][32][33]。2009年には世界初のマルチモーダル天文教科書『天文学入門 宇宙と私たち』を製作し、全国の盲学校と点字図書館に無料配付した[34][35][36]。
- 2013年に行われた京都大学バリアフリーシンポジウム[37]をもとに、広瀬浩二郎とともに『知のバリアフリー』（京都大学学術出版会、2014）を出版[38]。京都大学バリアフリーシンポジウム2017[39][40]をもとに、広瀬浩二郎・村田淳とともに『知のスイッチ - 「障害」からはじまるリベラルアーツ』（岩波書店、2019）を出版した[21][41]。2022年11月12日に行われた京都大学バリアフリーフォーラム2022では実行委員長を務めた[42]。

## 著書

### 単著
- 『ブラックホール天文学入門』（2005年5月、裳華房ポピュラーサイエンス）
- 『ブラックホール天文学』（2016年1月、日本評論社新天文学ライブラリー）
- 『ファーストステップ 宇宙の物理』(2019年1月、朝倉書店)
- 『ブラックホールってなんだろう？ たくさんのふしぎ傑作集』（2022年6月、福音館書店）

### 共編著
- 柴田一成・福江純・松元亮治・嶺重慎(共編)『活動する宇宙』（1999年、裳華房）
- 嶺重慎・小久保英一郎(編著)『宇宙と生命の起源』（2004年7月、岩波書店、岩波ジュニア新書）
- 嶺重慎・有本淳一(編著)『カラー版天文学入門─星・銀河とわたしたち─』（2005年7月、岩波書店、岩波ジュニア新書）
- 嶺重慎・高橋義朗・田中耕一郎(編)『光と物理学』（2007年10月、京都大学学術出版会）
- 加藤正二・福江純・嶺重慎『Black-Hole Accretion Disks:Towards a New Paradigms』（2008年、京都大学学術出版会、記述言語は英語）
- 高橋淳・嶺重慎『天文学入門 宇宙と私たち』[43]2009年、筑波技術大学障害者高等教育研究支援センター障害者支援研究部、非売品）
- 嶺重慎・高橋淳『宇宙と私たち 天文学入門ジュニア版』（2011年、読書工房） ISBN 9784902666267
- 高橋淳・坂井治・嶺重慎『ホシオくん天文台へゆく』（2012年3月、読書工房）
- 広瀬浩二郎・嶺重慎『さわっておどろく！ - 点字・点図がひらく世界』（2012年5月、岩波書店、岩波ジュニア新書）
- 小久保英一郎・嶺重慎(編著)『宙と生命の起源〈２〉素粒子から細胞へ』（2014年6月、岩波書店、岩波ジュニア新書）
- 嶺重慎・広瀬浩二郎(編)『知のバリアフリー』（2014年12月、京都大学学術出版会）
- 嶺重慎・広瀬浩二郎・村田淳『知のスイッチ - 「障害」からはじまるリベラルアーツ』（2019年2月、岩波書店）
- 嶺重慎・佐々木貴教・浅井歩・藤原洋・篠原真毅・木村大治・松本紘『シリーズ〈宇宙総合学〉4 宇宙にひろがる文明』（2019年12月、朝倉書店）

## 掲載情報
- 『ブラックホール天文学入門』著者インタビュー[44]（Anima Solaris、2005）
- 【天文学編】「そうだ、宇宙へ行こう！～ブラックホールとバリアフリーとの意外な接点～」[32]（京大オリジナル株式会社、2020）
- 「宇宙物理学の教室 そうだ！宇宙に行こう！―手話と学問の意外な関係性」『もっと！京大変人講座』[45]（三笠書房、2020）
- コロコロ「ブラックホールでうんこをしたらどうなるの？」 京大教授「うんこの前に自分が吸い込まれる心配をしましょう」[46]（小学館コロコロオンライン、2020）

## 関連事項
- 兵庫県立神戸高等学校の人物一覧